# Goli Vrh Netretićki
Goli Vrh Netretićki es un pueblo del municipio de Netretić, situado en el condado de Karlovac, Croacia. Según el censo de 2021, tiene una población de 3 habitantes.

## Demografía
| Gráfica de población de Goli Vrh Netretićki 1857-2021              |
|                                                                    |
| Según los censos de población de la Oficina de Estadísticas Croata |